# Station Częstochowa I
Station Częstochowa I is een spoorwegstation in de Poolse plaats Częstochowa.